# Edificio Bankunión

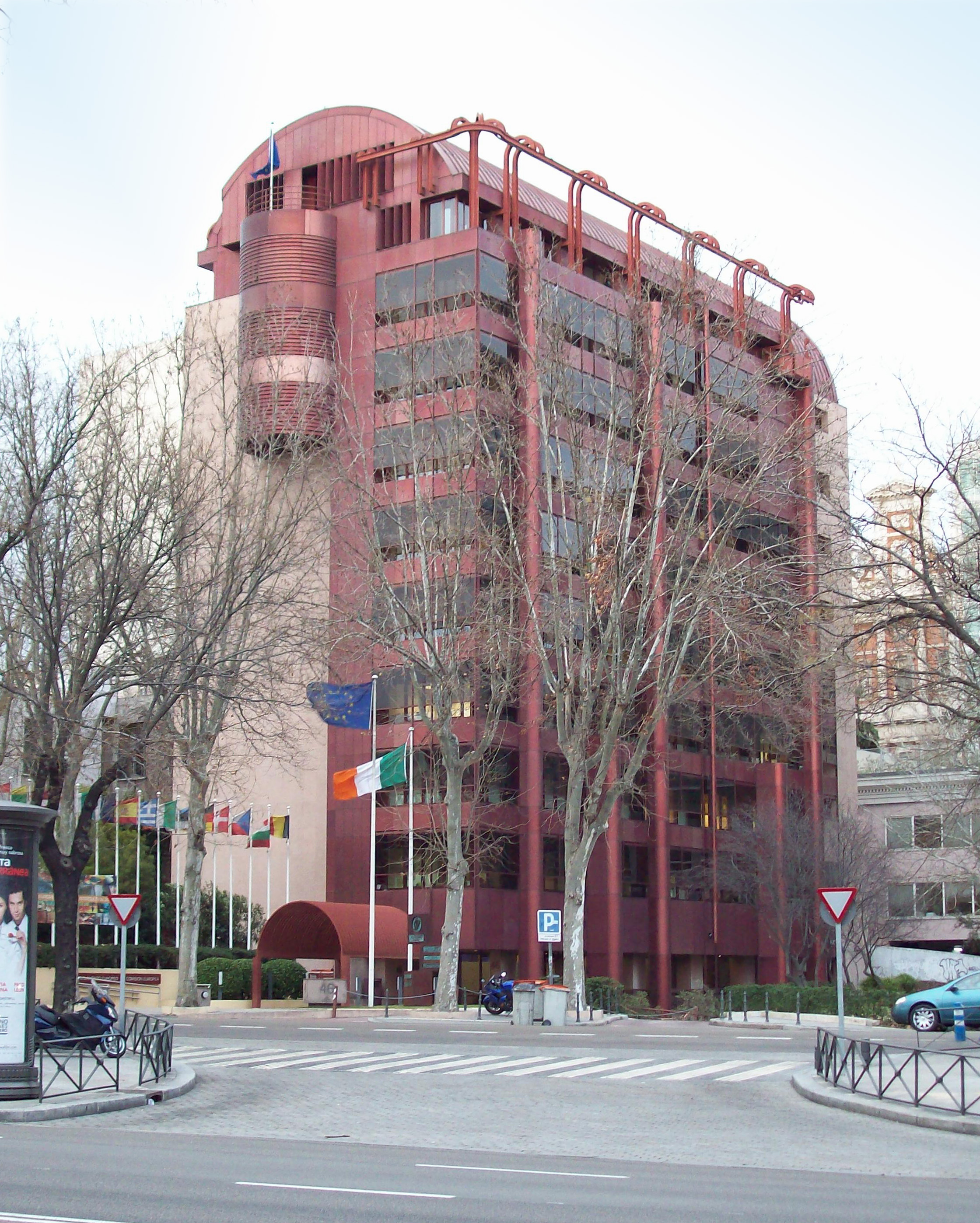
Edificio Bankunión, en Paseo de la Castellana, 46

El Edificio Bankunión, situado en el Paseo de la Castellana de Madrid es una torre de diez plantas y cuatro sótanos, obra de Antonio Corrales y Ramón Vázquez que fue la sede de Bankunión. El color rosado de su fachada es principalmente gracias al uso de granito rosa como elemento decorativo. Otros materiales empleados son el cristal y el aluminio anodizado. El color bronce de las ventanas tiene como finalidad reducir el calor provocado por los rayos del Sol. En la fachada trasera son visibles tubos con diferentes fines, como servicios y comunicaciones. Actualmente en su interior se encuentran las oficinas del Parlamento Europeo y la Embajada de Irlanda.